# Artamène ou le Grand Cyrus

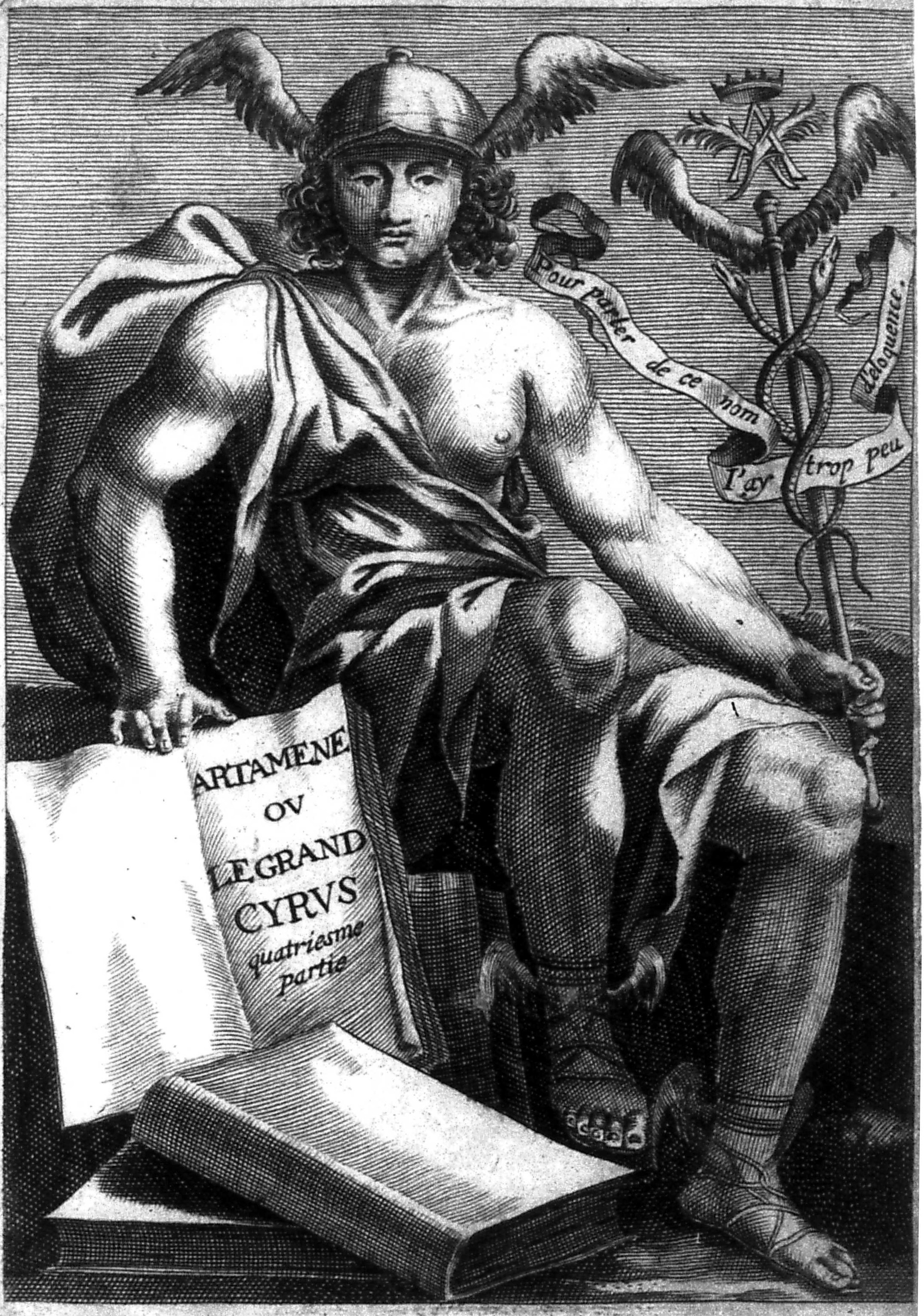
Con un dibujo de Nicolas Regnesson.

Artamène ou le Grand Cyrus (Artamène o el Gran Ciro) es una novela río y una novela en clave escrita por los franceses Madeleine y Georges de Scudéry. Originalmente publicado entre 1649 y 1653, el libro es conocido por ser la novela francesa más larga jamás escrita (con 13 095 páginas y aproximadamente 2 100 000 palabras en la primera edición). De hecho, y aunque la obra tuvo un éxito considerable en esa época, nunca fue publicada después del siglo XVII debido a su extensión. Algunos personajes se inspiran en el universo novelesco de La Fronde.
Entre las atribuciones más frecuentes figuran:
- Louis II de Borbón-Condé para el personaje de Ciro;
- Anne-Geneviève de Borbón-Condé para el de Mandane;
- Anne de Gonzague de Clèves para el de Elija, confidente de Mandane;
- Turenne para el rey de Asiria, enamorado de Mandane;
- el duque de Longueville, para el personaje de Ciaraxe, padre de Mandane.

Sin embargo, la novela cobra una nueva vida al principio del siglo XXI con la publicación en línea sobre Internet del texto integral.